# Barathrodemus
Barathrodemus es un género de peces marinos actinopeterigios, distribuidos por las costa osete del océano Atlántico y la costa oeste del océano Pacífico.

## Especies
Existen solamente dos especies reconocidas en este género:
- Barathrodemus manatinus Goode y Bean, 1883
- Barathrodemus nasutus Smith y Radcliffe, 1913